# Perrelet (entreprise)
Pour les articles homonymes, voir Perrelet.
Perrelet (parfois maison Perrelet) est une marque de montres suisses de luxe exclusivement automatiques appartenant depuis 2004 au groupe Festina,.

## Description
La marque tire son nom du fondateur de l'atelier éponyme, l'horloger suisse Abraham Louis Perrelet, souvent décrit comme l'inventeur de la montre automatique. Son petit-fils, Louis-Frédéric Perrelet, a poursuivi le développement de l'atelier d'origine.
Outre le remontage automatique, historiquement, Perrelet a fait plusieurs innovations en horlogerie dont le chronographe à rattrapante en 1827 et le double rotor en 1995,,. Depuis 2012 et la création du calibre P-321, l'entreprise réalise ses propres mouvements.
Perrelet est connu du grand public pour le modèle Turbine devenu un emblème de la marque.

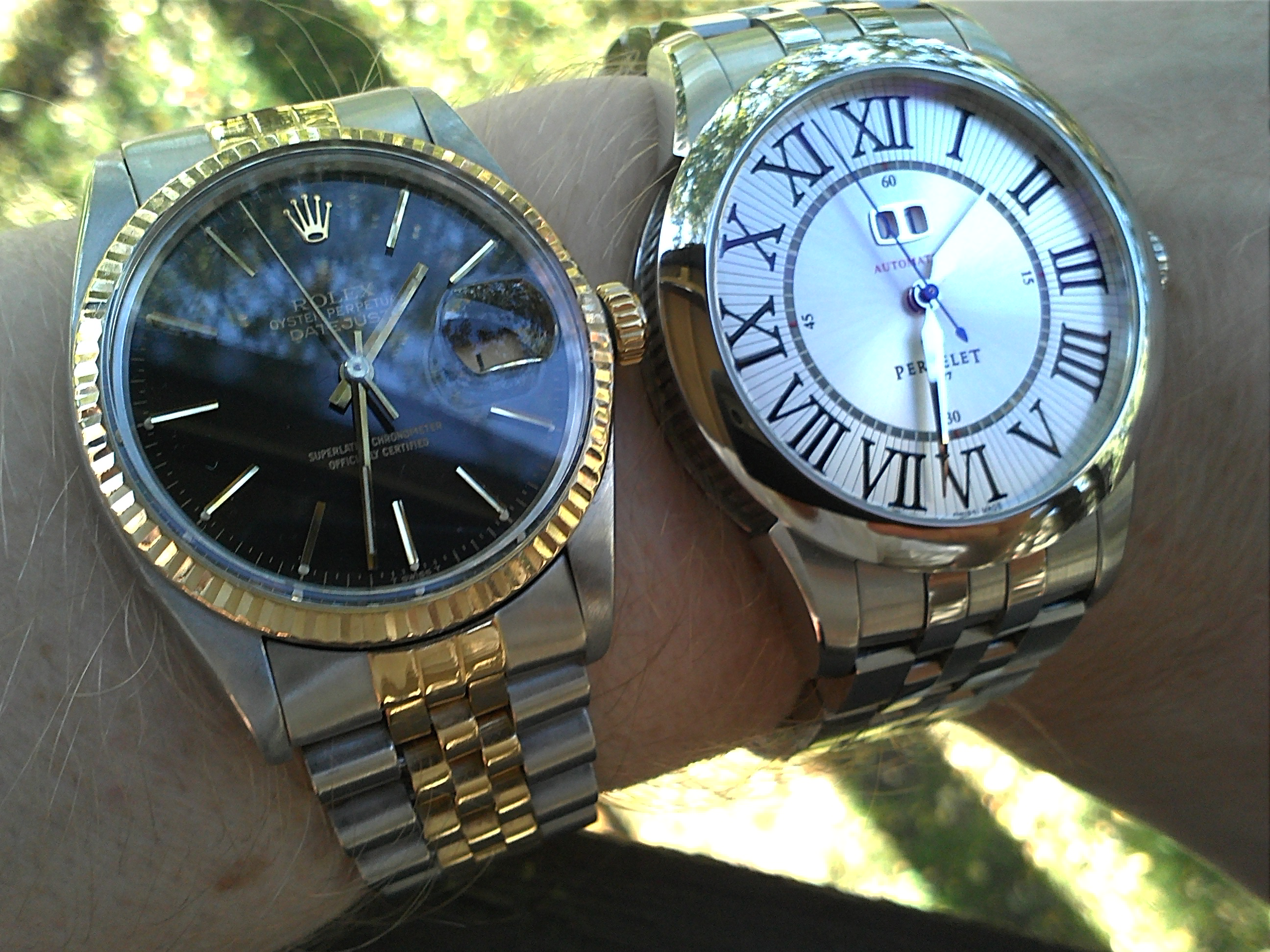
Une Rolex et une Perrelet.